# Thymoites marxi
Thymoites marxi är en spindelart som först beskrevs av Crosby 1906.  Thymoites marxi ingår i släktet Thymoites och familjen klotspindlar. Inga underarter finns listade i Catalogue of Life.